# Bello (cráter)
Bello es un cráter de impacto de 139 km de diámetro del planeta Mercurio. Debe su nombre al escritor venezolano Andrés Bello (1781-1865), y su nombre fue aprobado por la  Unión Astronómica Internacional en 1976.